# Super Bowl LI

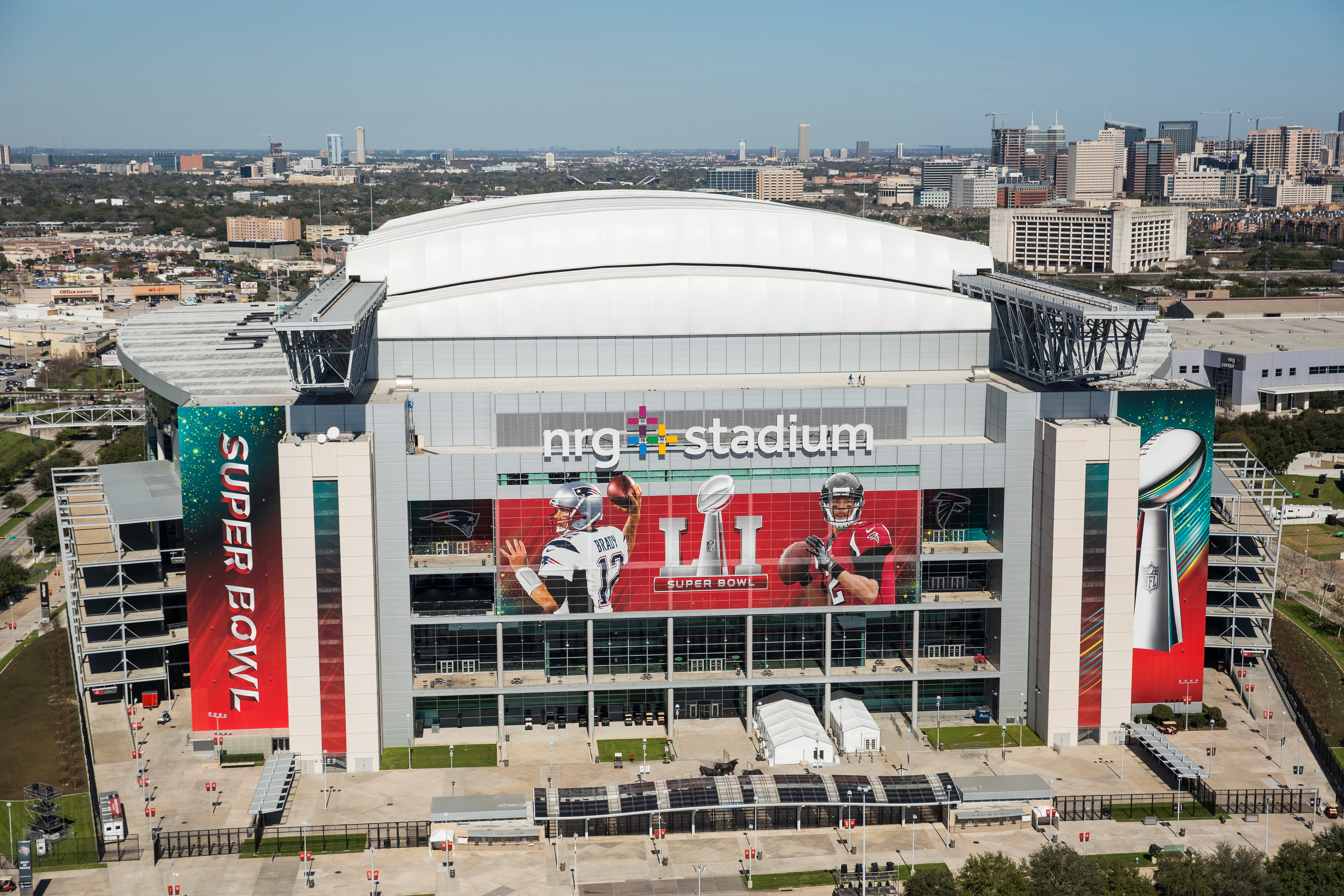

Super Bowl LI was de 51ste editie van de Super Bowl en de finale van het seizoen 2016 van de NFL. De twee teams waren de New England Patriots, winnaar van de AFC, en de Atlanta Falcons, winnaar van de NFC. De finale werd gespeeld op 5 februari 2017 en gewonnen door de New England Patriots met 34–28 na verlenging.
In deze wedstrijd was er sprake van de grootste achterstand die ooit in een Super Bowl is goedgemaakt: in het derde kwart stonden de Patriots 25 punten achter (28–3) en maakt voor het eind van de wedstrijd gelijk. Super Bowl LI was daarmee de eerste die in overtime moest worden beslist.

## Play-offs

### Teams
Play-offs gespeeld na het reguliere seizoen.
| Geplaatste teams | Geplaatste teams                    | Geplaatste teams                  |
| Plaats           | AFC                                 | NFC                               |
| ---------------- | ----------------------------------- | --------------------------------- |
| 1                | New England Patriots (Oost-winnaar) | Dallas Cowboys (Oost-winnaar)     |
| 2                | Kansas City Chiefs (West-winnaar)   | Atlanta Falcons (Zuid-winnaar)    |
| 3                | Pittsburgh Steelers (Noord-winnaar) | Seattle Seahawks (West-winnaar)   |
| 4                | Houston Texans (Zuid-winnaar)       | Green Bay Packers (Noord-winnaar) |
| 5                | Oakland Raiders                     | New York Giants                   |
| 6                | Miami Dolphins                      | Detroit Lions                     |

### Wedstrijdschema
|  | Wildcard Play-offs             | Wildcard Play-offs             |                                 |                                | Divisional Play-offs       | Divisional Play-offs       |                          |                          | NFC & AFC Championships | NFC & AFC Championships |  |  | Super Bowl LI | Super Bowl LI |
|  |                                |                                |                                 |                                |                            |                            |                          |                          |                         |                         |  |  |               |               |
|  | CenturyLink Field, 7 jan. 2017 | CenturyLink Field, 7 jan. 2017 |                                 |                                | Georgia Dome, 14 jan. 2017 | Georgia Dome, 14 jan. 2017 |                          |                          |                         |                         |  |  |               |               |
|  | CenturyLink Field, 7 jan. 2017 | CenturyLink Field, 7 jan. 2017 | Georgia Dome, 22 jan. 2017      |                                | Georgia Dome, 14 jan. 2017 | Georgia Dome, 14 jan. 2017 |                          |                          |                         |                         |  |  |               |               |
|  | CenturyLink Field, 7 jan. 2017 | CenturyLink Field, 7 jan. 2017 | Atlanta Falcons                 | 36                             |                            |                            |                          |                          |                         |                         |  |  |               |               |
|  | Seattle Seahawks               | 26                             | Atlanta Falcons                 | 36                             |                            |                            |                          |                          |                         |                         |  |  |               |               |
|  | Seattle Seahawks               | 26                             |                                 | Seattle Seahawks               | 20                         |                            |                          |                          |                         |                         |  |  |               |               |
|  | Detroit Lions                  | 6                              |                                 | Seattle Seahawks               | 20                         | Atlanta Falcons            | 44                       |                          |                         |                         |  |  |               |               |
|  | Detroit Lions                  | 6                              | AT&T Stadium, 15 jan. 2017      |                                |                            | Atlanta Falcons            | 44                       |                          |                         |                         |  |  |               |               |
|  | Lambeau Field, 8 jan. 2017     | Lambeau Field, 8 jan. 2017     |                                 | Green Bay Packers              | 21                         |                            | NRG Stadium, 5 feb. 2017 | NRG Stadium, 5 feb. 2017 |                         |                         |  |  |               |               |
|  | Lambeau Field, 8 jan. 2017     | Lambeau Field, 8 jan. 2017     | Dallas Cowboys                  | Green Bay Packers              | 21                         | 31                         | NRG Stadium, 5 feb. 2017 | NRG Stadium, 5 feb. 2017 |                         |                         |  |  |               |               |
|  | Green Bay Packers              | 38                             | Dallas Cowboys                  |                                |                            | 31                         | NRG Stadium, 5 feb. 2017 | NRG Stadium, 5 feb. 2017 |                         |                         |  |  |               |               |
|  | Green Bay Packers              | 38                             |                                 | Green Bay Packers              | 34                         |                            | NRG Stadium, 5 feb. 2017 | NRG Stadium, 5 feb. 2017 |                         |                         |  |  |               |               |
|  | New York Giants                | 13                             |                                 | Green Bay Packers              | 34                         | Atlanta Falcons            | 28                       |                          |                         |                         |  |  |               |               |
|  | New York Giants                | 13                             | Gillette Stadium, 14 jan. 2017  |                                |                            | Atlanta Falcons            | 28                       |                          |                         |                         |  |  |               |               |
|  | NRG Stadium, 7 jan. 2017       | NRG Stadium, 7 jan. 2017       | Gillette Stadium, 23 jan. 2017  | Gillette Stadium, 23 jan. 2017 |                            | New England Patriots       | 34                       |                          |                         |                         |  |  |               |               |
|  | NRG Stadium, 7 jan. 2017       | NRG Stadium, 7 jan. 2017       | Gillette Stadium, 23 jan. 2017  | Gillette Stadium, 23 jan. 2017 | New England Patriots       | New England Patriots       | 34                       | 34                       |                         |                         |  |  |               |               |
|  | Houston Texans                 | 27                             | Gillette Stadium, 23 jan. 2017  | Gillette Stadium, 23 jan. 2017 | New England Patriots       |                            |                          | 34                       |                         |                         |  |  |               |               |
|  | Houston Texans                 | 27                             | Gillette Stadium, 23 jan. 2017  | Gillette Stadium, 23 jan. 2017 |                            | Houston Texans             | 16                       |                          |                         |                         |  |  |               |               |
|  | Oakland Raiders                | 14                             |                                 | New England Patriots           | 36                         | Houston Texans             | 16                       |                          |                         |                         |  |  |               |               |
|  | Oakland Raiders                | 14                             | Arrowhead Stadium, 15 jan. 2017 | New England Patriots           | 36                         |                            |                          |                          |                         |                         |  |  |               |               |
|  | Heinz Field, 8 jan. 2017       | Heinz Field, 8 jan. 2017       |                                 | Pittsburgh Steelers            | 17                         |                            |                          |                          |                         |                         |  |  |               |               |
|  | Heinz Field, 8 jan. 2017       | Heinz Field, 8 jan. 2017       | Kansas City Chiefs              | Pittsburgh Steelers            | 17                         | 16                         |                          |                          |                         |                         |  |  |               |               |
|  | Pittsburgh Steelers            | 30                             | Kansas City Chiefs              |                                |                            | 16                         |                          |                          |                         |                         |  |  |               |               |
|  | Pittsburgh Steelers            | 30                             |                                 | Pittsburgh Steelers            | 18                         |                            |                          |                          |                         |                         |  |  |               |               |
|  | Miami Dolphins                 | 12                             |                                 | Pittsburgh Steelers            | 18                         |                            |                          |                          |                         |                         |  |  |               |               |
|  | Miami Dolphins                 | 12                             |                                 |                                |                            |                            |                          |                          |                         |                         |  |  |               |               |